# Задембе (Парчівський повіт)
Задембе (пол. Zadębie) — село в Польщі, у гміні Дубова Колода Парчівського повіту Люблінського воєводства.
Населення — 20 осіб (2011).
У 1975-1998 роках село належало до Білопідляського воєводства.

## Демографія
Демографічна структура станом на 31 березня 2011 року:
|          | Загалом | Допрацездатний вік | Працездатний вік | Постпрацездатний вік |
| -------- | ------- | ------------------ | ---------------- | -------------------- |
| Чоловіки | 11      | 2                  | 8                | 1                    |
| Жінки    | 9       | 0                  | 8                | 1                    |
| Разом    | 20      | 2                  | 16               | 2                    |